# RKG-3

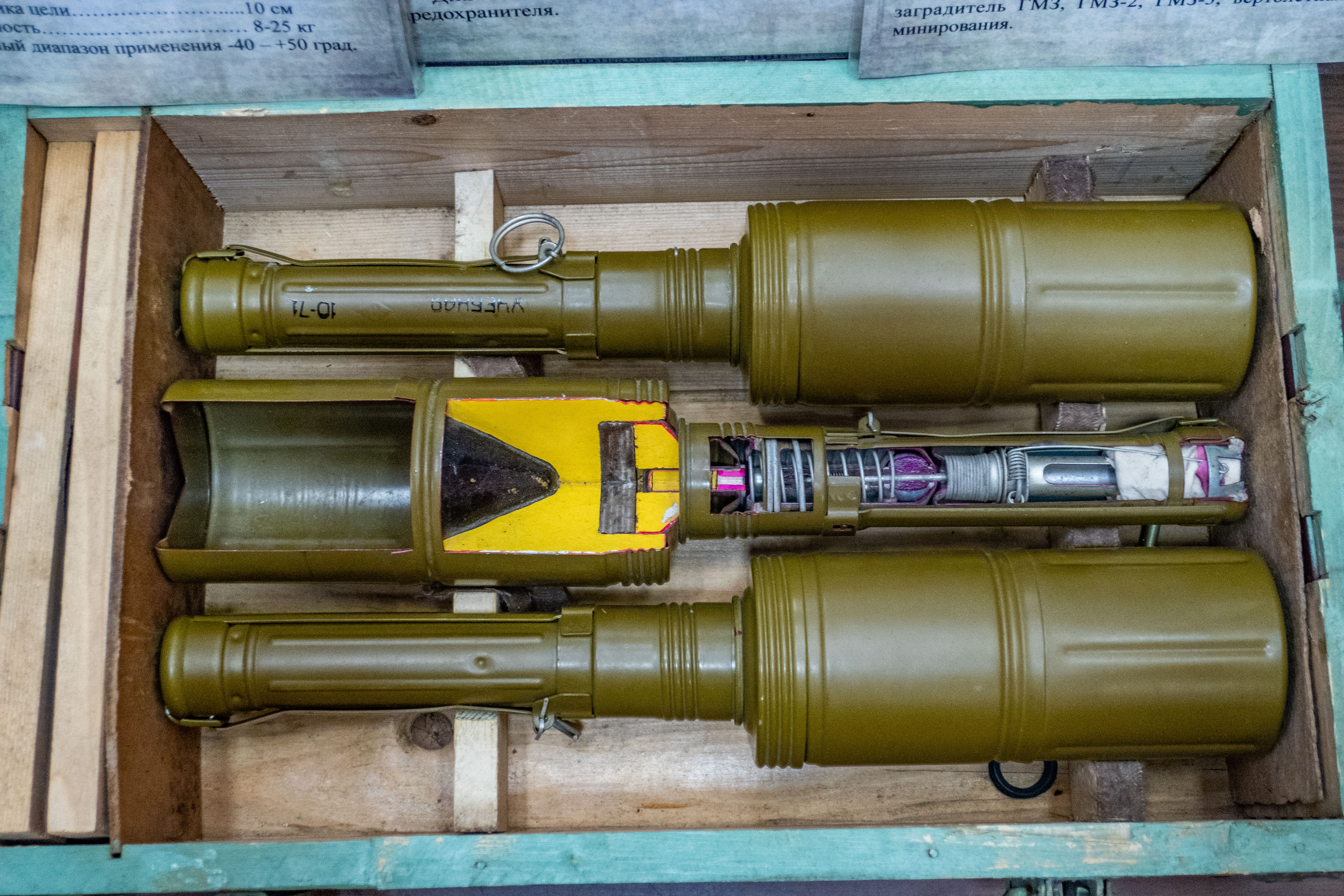
Grenades RKG-3E dont l'une est vue en coupe (Musée DOSAAF, Minsk)

La RKG-3 est une grenade antichar soviétique. Elle remplace les grenades RPG-43, RPG-40 et RPG-6. Entrée en service en 1950, elle est encore utilisée par les insurgés en Irak et en Afghanistan dans les années 2000 et 2010. Elle est utilisée lors de l'invasion de l'Ukraine par la Russie en 2022

## Conception
RKG est l'abréviation de Ruchnaya Kumulyativnaya Granata (« grenade à main à charge creuse »). La grenade dispose d'un levier autour de la poignée. Celui-ci est déverrouillé lorsque la grenade est dégoupillée, puis il s'ouvre une fois celle-ci lancée et déploie un parachute qui stabilise le vol de la grenade afin que celle-ci touche sa cible à angle droit, ce qui maximise ses effets.
La pénétration dépend du modèle. Le RKG-3 original utilisait une charge creuse simple pénétrant 125 mm de Blindage homogène laminé, Le RKG-3M 165 mm ; le RKG-3T 170 mm, le RKG-3EM 220 mm.

## Histoire
La RKG-3 a été mise en service en 1950. Quelques années plus tard, elle a été remplacée par le RKG-3M puis le RKG-3T. L'amélioration du blindage des toits pousse les Soviétiques à développer la RKG-3EM plus puissante. Au début des années 1970, l'armée soviétique remplace cette grenade par la RPG-18, mais de nombreux autres pays et mouvements de guérilla utilisent encore la RKG-3 dans leurs forces armées.
Son utilisation nécessite d'être particulièrement proche de la cible, ce qui est risqué. L'arrivée de lance-roquettes antichars comme le RPG-2 puis le RPG-7 rend obsolètes les grenades antichars.
Elle a été largement utilisée pendant la guerre du Kippour en 1973.
Ulrike Meinhof a été blessée par une RKG-3 alors qu'elle s'entraînait avec l'OLP dans un camp d'entraînement syrien.
Des RKG-3 ont été largement utilisées par les insurgés irakiens contre les véhicules américains. La grenade se dissimule facilement sous des vêtements, son utilisation par surprise et à très courte portée ne laisse pas aux soldats de la coalition la possibilité de riposter. La tactique employée par les insurgés est de se dissimuler dans les foules et de jeter la grenade sur le dernier véhicule d'un convoi,. L'utilisation d'une RKG-3 est montrée dans l'une des scènes du film American Sniper de 2014.

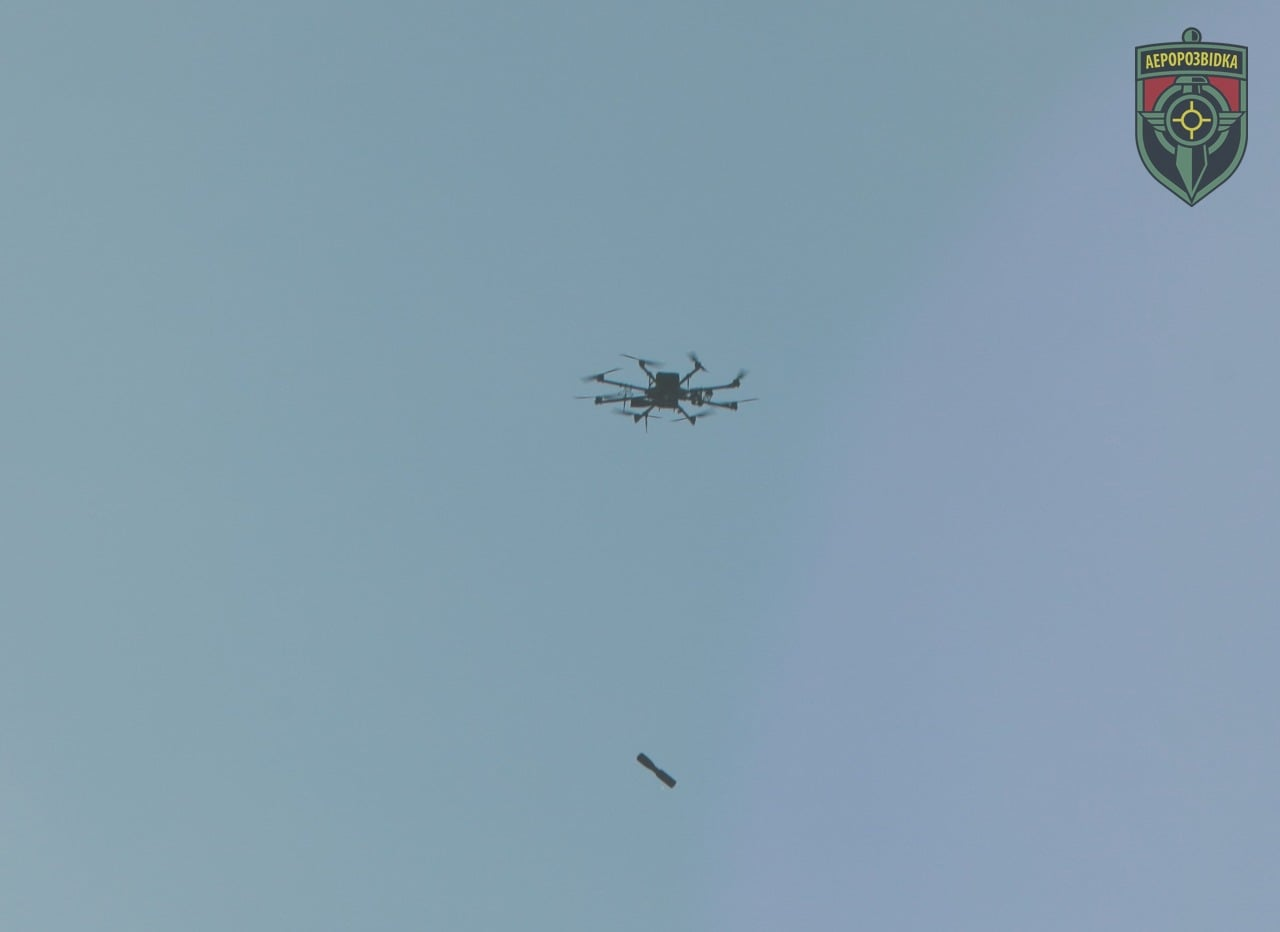
Un drone ukrainien lâche une grenade RKG-3 lors d'un entraînement.

La grenade a également été utilisée par l'unité Aerorozvidka de l'armée ukrainienne lors de l'invasion russe de l'Ukraine en 2022. PJSC Mayak modifie la grenade sous l'appellation RKG 1600 : le temps de détonation est raccourci et des ailettes imprimées en 3D permettant de  stabiliser la chute sont ajoutées. Des images de grenades larguées depuis des drones commerciaux par les forces ukrainiennes contre les forces russes ont été mises en avant,. Selon l'Ukraine, les grenades ainsi modifiées ont un coût de « moins de 100 $ ».